# Bikovo
Bikovo (Bulgaars: Биково) is een dorp in Bulgarije. Het dorp is gelegen in de gemeente Sliven, oblast Sliven. De afstand naar Sliven is hemelsbreed ongeveer 25 km en naar Sofia is ongeveer 235 km. 

## Bevolking
Het dorp Bikovo had bij de laatste officiële volkstelling van 7 september 2021 een inwoneraantal van 152 personen. Dit waren 111 mensen (-42,2%) minder  dan 263 inwoners bij de census van 1 februari 2011. De gemiddelde jaarlijkse groei in die periode komt daarmee uit op -5%, hetgeen lager is dan het landelijk jaarlijks gemiddelde over deze periode (-1,14%). Het dorp heeft al meerdere decennia te kampen met een intensieve bevolkingsafname: in 1946 telde het dorp nog een recordaantal van 1.095 personen.
- 1934 991
Koninkrijk Bulgarije
- 1946 1095
Volksrepubliek Bulgarije
- 1956 1059
Volksrepubliek Bulgarije
- 1965 947
Volksrepubliek Bulgarije
- 1975 713
Volksrepubliek Bulgarije
- 1985 563
Volksrepubliek Bulgarije
- 1992 437
Republiek Bulgarije
- 2001 401
Republiek Bulgarije
- 2011 263
Republiek Bulgarije
- 2021 152
Republiek Bulgarije

- Koninkrijk Bulgarije
- Volksrepubliek Bulgarije
- Republiek Bulgarije

Volgens de optionele volkstelling van 2011 vormen etnische Bulgaren 87,5% van de bevolking, terwijl de Roma met 9,7% de grootste minderheid vormen.
| Etnische samenstelling van de respondenten (2011) | Etnische samenstelling van de respondenten (2011) | Etnische samenstelling van de respondenten (2011) | Etnische samenstelling van de respondenten (2011) | Etnische samenstelling van de respondenten (2011) |
| ------------------------------------------------- | ------------------------------------------------- | ------------------------------------------------- | ------------------------------------------------- | ------------------------------------------------- |
|                                                   |                                                   |                                                   |                                                   |                                                   |
| Bulgaren                                          | Bulgaren                                          |                                                   | 87,5%                                             | 87,5%                                             |
| Turken                                            | Turken                                            |                                                   | 0,0%                                              | 0,0%                                              |
| Roma                                              | Roma                                              |                                                   | 9,7%                                              | 9,7%                                              |
| Anders/Onbekend                                   | Anders/Onbekend                                   |                                                   | 2,7%                                              | 2,7%                                              |

Het dorp is sterk vergrijsd. Op 1 februari 2011 waren 27 inwoners jonger dan 15 jaar oud, 124 inwoners waren tussen de 15 en 64 jaar oud en 112 inwoners waren 65 jaar of ouder. De grootste leeftijdscategorie vormden toentertijd de zeventigplussers (83 van de 263 inwoners). De gemiddelde leeftijd bedroeg in 2011 ongeveer 61 jaar. In 2021 was bijna de helft van de bevolking 65 jaar of ouder.
|                    | 2011 | %      | 2021 | %      |
| ------------------ | ---- | ------ | ---- | ------ |
| Bevolking (totaal) | 263  | 100,0% | 152  | 100,0% |
|                    |      |        |      |        |
| 0-14               | 27   | 10,3%  | 15   | 9,9%   |
| 15-64              | 124  | 47,1%  | 62   | 40,8%  |
| 65+                | 112  | 42,6%  | 75   | 49,3%  |